# U-988
El submarí alemany U-988 fou un submarí de tipus VIIC de la marina alemanya nazi (Kriegsmarine) i que serví durant la Segona Guerra Mundial. La seva construcció va començar el 2 d'octubre de 1942 a les drassanes Blohm & Voss d'Hamburg, es va avarar el 3 de juny de 1943 i va entrar en servei el 15 de juliol de 1943 sota el comandament de l'Oberleutnant zur See Erich Dobberstein.

## Disseny
Els submarins del tipus VIIC van ser precedits pels submarins de tipus VIIB, més curts. L'U-988 tenia un desplaçament de 769 tones en superfície i 871 tones submergit. Tenia una eslora total de 67,1 metres amb un casc de pressió de 50,5 metres, la mànega era de 6,2 metres i l'alçada, de 9,6 metres, amb un calat de 4,74 metres. El submarí estava alimentat per dos motors dièsel sobrealimentats Germaniawerft F46 de quatre temps i sis cilindres, que generaven un total de 2.800 a 3.200 CV en superfície; en immersió, l'alimentació anava a càrrec de dos motors-generadors elèctrics Brown, Boveri & Cie GG UB 720/8 que produïen 750 CV. Tenia dos eixos i dos hèlixs d'1,23 metres. Podia arribar a una profunditat de 230 metres.
La velocitat màxima en superfície era de 17,7 nusos (32,8 km/h) i en immersió de 7,6 nusos (14,1 km/h). En immersió, tenia una autonomia de 80 milles nàutiques (150 km) a 4 nusos; en superfície, l'autonomia era de 8.500 milles nàutiques (15.700 km) a 10 nusos. L'U-988 estava equipat amb cinc tubs llançatorpedes de 53,3 cm (quatre a proa i un a popa), catorze torpedes, un canó de 8,8 cm SK C/35 amb 220 obusos i un canó antiaeri de 2 cm C/30. La tripulació era d'entre 44 i 60 persones.

## Historial de servei
La carrera de l'U-988 va començar el 15 de juliol de 1943 amb l'entrenament com a part de la 5a flotilla d'U-boote. El 8 de setembre de 1943, va xocar amb l'U-983 al Mar Bàltic al nord de Loba (54° 46′ N, 17° 14′ E / 54.767°N,17.233°E); com a conseqüència de la col·lisió, l'U-983 es va enfonsar amb la pèrdua de cinc dels seus 43 tripulants. L'U-988 va començar el servei actiu l'1 de juny de 1944 com a part del 7a flotilla d'U-boote. Va enfonsar i danyar un total de tres vaixells mercants aliats durant juny de 1944, amb un total d'unes 10.000 tones.

### Enfonsament
L'U-988 va ser enfonsat a la matinada del 29 al 30 de juny de 1944 al canal de la Mànega a l'oest de Guernsey a 49° 37′ N, 03° 41′ O / 49.617°N,3.683°O per les fragates de la Royal Navy HMS Essington, HMS Cooke, HMS Duckworth i HMS Domett, després de ser danyat per uns Liberator de la Royal Air Force de l'esquadró 244.

## Resum d'enfonsaments
| Data         | Nom                 | Nacionalitat | Tonatge | Resultat     |
| ------------ | ------------------- | ------------ | ------- | ------------ |
| 27 juny 1944 | HMS Pink            | Royal Navy   | 925     | Pèrdua total |
| 28 juny 1944 | HMS Maid of Orleans | Royal Navy   | 2.385   | Enfonsat     |
| 29 juny 1944 | Empire Portia       | Regne Unit   | 7,058   | Pèrdua total |